# Steve Houben
Steve Houben (* 19. März 1950 in Lüttich) ist ein belgischer Jazzmusiker (Alt- und Sopransaxophon, Flöte) und Komponist.

## Leben und Wirken
Houben stammt aus einer musikalischen Familie und wuchs in Verviers auf. Er wurde insbesondere durch den Saxophonisten Jacques Pelzer, seinen Onkel, beeinflusst. Von ihm lernte er Saxophon, nachdem er klassische Flöte am Lütticher Konservatorium studierte. Mit Pelzer und dessen Tochter Micheline sowie Ron Wilson gründete er später die Band „Open Sky Unit“ (gleichnamiges Album 1974). Mitte der 1970er Jahre besuchte er die Berklee School of Music in Boston. Nach seiner Rückkehr nach Belgien gründete er mit dem Komponisten Henri Pousseur das Jazz-Seminar am Konservatorium in Lüttich. Mit US-Musikern gründete er die Funk-Bands „Solstice“ und „Mauve Traffic“ (u. a. mit Bill Frisell, Vinnie Johnson, Michel Herr). 1982 erschien sein Album „Steven Houben with Strings“, in der er Brücken zur klassischen Musik schlägt. Er spielte mit dem Pianisten Charles Loos und der Sängerin Maurane (Gruppe „HLM“), mit dem „Pirotton/Houben/Pougon Trio“ und mit eigenen Bands wie der Fusion-Band „Cocodrilo“, „Cuban Breeze“ oder der mit Luc Pilartz gegründeten Band „Panta Rhei“, die der Interpretation europäischer Volksmusik (besonders aus Osteuropa) gewidmet ist. Houben trat u. a. mit Paolo Fresu, Bobo Stenson, Toots Thielemans, Daniel Humair, Alan Skidmore, Aldo Romano, Chet Baker, Mike Stern, Gerry Mulligan, George Coleman, Berten D’Hollander und dem tschechischen Pianisten Emil Viklický auf. Er ist Mitglied der belgisch-tunesischen Band „Anfass“ (gleichnamiges Album 2000 bei Igloo).
Zeitweise leitete er die Saxophon-Klasse am Konservatorium in Brüssel. Von 2012 bis 2014 war er stellvertretender Direktor am Lütticher Konservatorium, als solcher verantwortlich für den Fachbereich Musik. Zu seinen Absolventen gehört Melanie De Biasio, mit der er auch seitdem oft zusammenarbeitete. Auch an ihrem Debüt-Album, A Stomach Is Burning (Igloo Records, 2007) war er beteiligt.

## Auszeichnungen
- 2000 erhielt er den Django d’Or (Belgien).
- 2016 erhielt er den Verdienstorden der Wallonischen Region, als Officier du Mérite wallon[1]

## Diskographische Hinweise
- Houben & Son: 7/7 (2020), Steve Houben mit Greg Houben, Pascal Mohy, Cédric Raymond, James Williams
- Steve Houben bei Discogs